# NGC 3926/2
NGC 3926/2 је елиптична галаксија у сазвежђу Лав која се налази на NGC листи објеката дубоког неба.
Деклинација објекта је + 22° 1' 35" а ректасцензија 11h 51m 28,2s. Привидна величина (магнитуда) објекта NGC 3926 износи 14,7 а фотографска магнитуда 15,7. NGC 39262 је још познат и под ознакама NGC 3926B, UGC 6829, MCG 4-28-73, CGCG 127-76, VV 218, NPM1G +22.0350, KCPG 305B, PGC 37080.